# Wilhelm Koch (Politiker, 1888)
Wilhelm Koch  (* 28. Dezember 1888; † 25. August 1964 in Odesheim) war ein deutscher Politiker (Ost-CDU). Er war von 1946 bis zu seiner Mandatsniederlegung im April 1950 Landtagsabgeordneter in Sachsen-Anhalt; später floh er in die Bundesrepublik, nachdem er mehrere Monate lang in Ost-Berlin in Untersuchungshaft gesessen hatte.

## Leben
Koch wurde nach dem Besuch der Bürgerschule, der Präparandenanstalt und des Lehrerseminars Volksschullehrer. Von 1911 bis 1912 diente er als Einjährig-Freiwilliger bei der Preußischen Armee. Anschließend arbeitete er an der Präparandenanstalt Elsterwerda, später wurde er Erziehungsinspektor bei der Landeserziehungsanstalt in Merseburg. Von 1923 bis 1934 leitete er das Landeswaisenhaus in Langendorf. Seine Stelle verlor er auf Grundlage des Gesetzes zur Wiederherstellung des Berufsbeamtentums. Von 1934 bis zu seiner Versetzung in den einstweiligen Ruhestand 1936 arbeitete er als Lehrer an der Landesheilanstalt Uchtspringe. Ab 1937 arbeitete er in der Finanzabteilung der Provinzialverwaltung; auch nach Kriegsende blieb er in der Provinzialverwaltung, da er kein NSDAP-Mitglied gewesen war. 1946 bis 1950 leitete er das Landesaltersheim in Zeitz und die Landesblindenanstalt in Langendorf.
Politisch hatte sich Koch zunächst in der DNVP engagiert, die er aber nach der Ermordung Walther Rathenaus wieder verließ. Von 1933 bis 1934 gehörte er ferner dem Stahlhelm an.
1945 trat er der CDU bei und wurde Mitglied des Landesvorstands. Bei der Landtagswahl in Sachsen-Anhalt 1946 wurde er in den Landtag von Sachsen-Anhalt gewählt. Zudem engagierte er sich auf kommunaler Ebene für die CDU. 
Im Zuge der zunehmenden Gleichschaltung der Ost-CDU geriet Koch in Konflikt mit seiner Partei; schließlich forderte der Landesvorstand ihn aufgrund seiner angeblich reaktionären Haltung zur Niederlegung seiner Ämter auf. In der Folge legte Koch Ende 1950 seine Ämter nieder und kündigte auch seine Arbeitsstelle; ferner verließ er die Massenorganisationen Kulturbund, Deutsch-Sowjetische Freundschaft und FDGB. Sein Landtagsmandat hatte er bereits im April 1950 niedergelegt. Anders als viele andere oppositionelle CDU-Politiker blieb Koch zunächst im Osten und war ab 1951 zunächst Geschäftsführer des Ortskomitees Berlin des Deutschen Evangelischen Kirchentags und später Geschäftsführer beim Gesamtverband der Berliner Inneren Mission. Als solcher war er auch für die Tätigkeit der Bahnhofsmission mitverantwortlich. Diese gerieten im Januar 1956 zunehmend ins Visier des Ministeriums für Staatssicherheit. Koch wurde am 10. Januar 1956 festgenommen; ihm wurden aufgrund seiner beruflichen Kontakte nach Westdeutschland und West-Berlin sowie aufgrund der Werbung von Spenden für die Bahnhofsmission in Ost-Berlin und der DDR Spionage sowie Verstöße gegen Zollbestimmungen und die Gesetze zur Regelung des innerdeutschen Zahlungsverkehrs vorgeworfen, insbesondere, weil auch Gelder vom Reichsverband der Bahnhofsmissionen, der vom Ministerium für gesamtdeutsche Fragen finanziert wurde, an die ostdeutschen Bahnhofsmissionen flossen. Er kam jedoch am 26. April 1956 frei, nachdem das MfS festgestellt hatte, dass auch führende Kirchenpersönlichkeiten der DDR von den Geldflüssen wussten. Vor der Freilassung musste er jedoch schriftlich bestätigen, dass er zu Recht inhaftiert worden sei. Wenig später floh Koch in die Bundesrepublik.